# Na příkopě

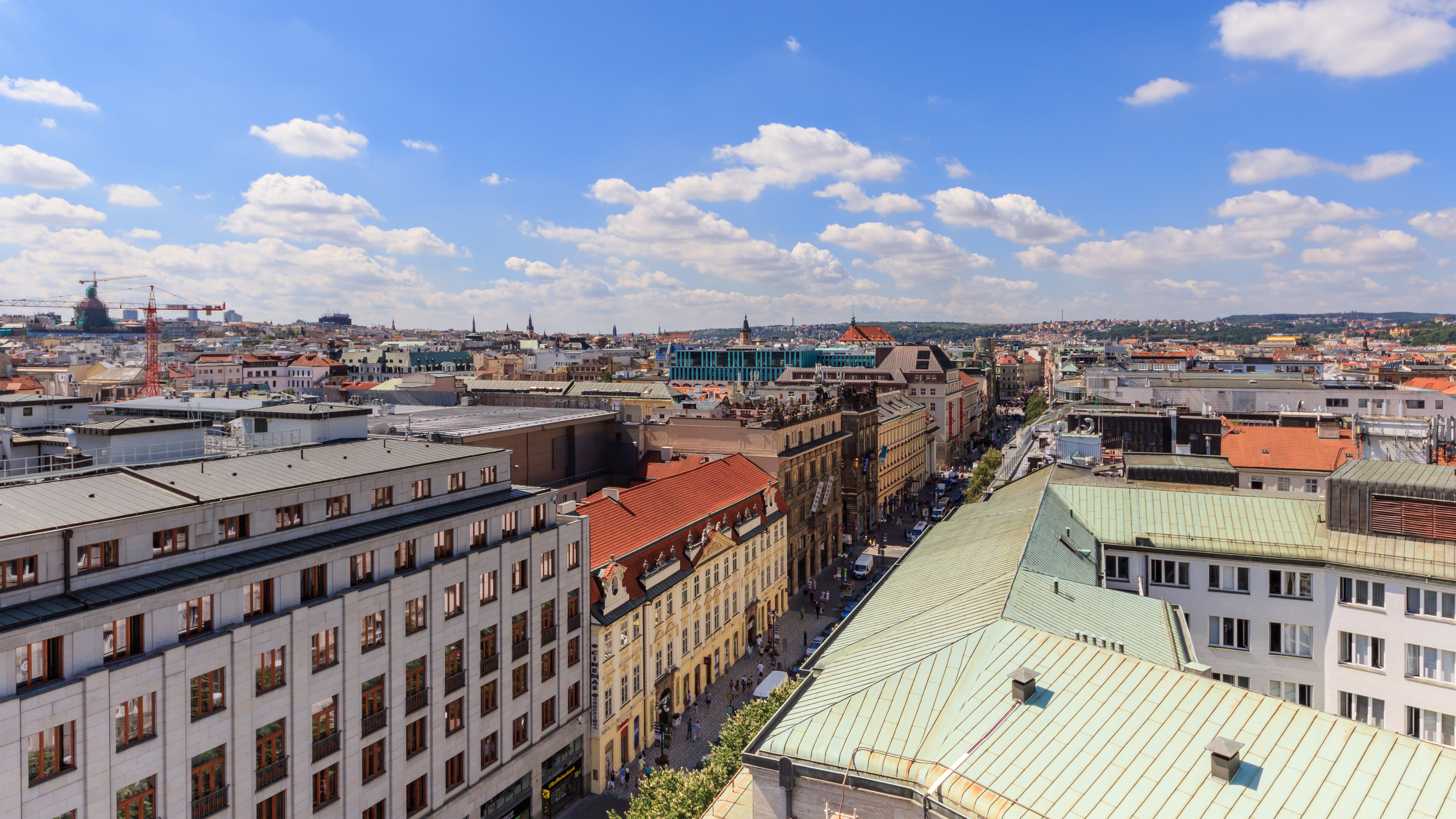
Ulica Na příkopě

Na příkopě – jedna z najbardziej znanych i najważniejszych ulic w Pradze, na Starym Mieście. Prowadzi w miejscu dawnej fosy do granicy Starego i Nowego Miasta na północny wschód od dolnej części Placu Wacława od Můstku, gdzie jest połączona z ulicą 28 października, w kierunku Placu Republiki, która prowadzi do skrzyżowania przy Bramie Prochowej, Ratuszu i pałacu U Hybernů. Pierwotnie była ona jedną z najbardziej ruchliwych arterii w Pradze, od 1985 ma charakter miejskiego deptaka.